# Almalig (Kelbajar)
Almalig (en azéri : Almalıq) est un village situé dans le raïon de Kelbadjar en Azerbaïdjan.

## Toponymie
Le nom du village se traduit par « lieu riche en pommiers ».

## Histoire
En 1993, lors de la guerre du Haut-Karabagh, le village passe sous le contrôle de la république autoproclamée du Haut-Karabagh et est intégré à la région de Chahoumian sous le nom d'Havsatagh (Հավսաթաղ).
À l'issue de la deuxième guerre du Haut-Karabakh de l'automne 2020, un accord est conclu entre l'Arménie, l'Azerbaïdjan et la Russie. Conformément à celui-ci, les troupes arméniennes évacuent la région de Kelbadjar qui est restituée à l'Azerbaïdjan le 25 novembre.